# B'Twin
 (octobre 2016).
B'Twin est une marque de vélos appartenant au groupe Decathlon depuis 2006. 
Initialement nommé Decathlon Cycle, B'Twin représente de 2006 à 2019 l'ensemble des vélos produits par l'entreprise. À partir de 2019, les gammes de vélo sont divisées sous plusieurs marques et B'Twin se concentre sur les vélos grand public et pour enfants. Les VTT sont désormais commercialisés sous l'appellation « Rockrider », les VTC sous l'appellation « Riverside », les vélos de route sous l'appellation « Van Rysel », les vélos de gravel sous l’appellation « Triban » et les vélos de ville sous l'appellation « Elops ».

## Historique
Décathlon conçoit son premier cadre en 1986 puis commercialise ses premiers vélos sous la marque Décathlon Cycle. Le vélo b’Twin 5, avec le slogan « aussi à l’aise partout que partout » est lancé en 1999. En 2005 a lieu le lancement du Cuissard Supportiv, innovation en termes de maintien. Ce n'est finalement qu'en 2006 que Decathlon Cycle devient b’Twin. En 2007, b’Twin se présente comme partenaire technique d'AG2R et du champion de France Christophe Moreau.
La marque lance ensuite en 2009 le b’Twin Club, « site communautaire de la marque, qui accompagne les cyclistes dans leur pratique (conseils, recherche de partenaires, itinéraires, etc.) ». Le b’Twin Village, siège de la marque, ouvre en 2010 : il s'agit d'un site «100 % dédié au vélo» sur un site de 184 000 m2 à Lille.
En 2012, b'Twin devient partenaire textile de l'équipe cycliste FDJ.
En 2019, la marque B'Twin se concentre sur les vélos pour le grand public et les enfants. Les VTT sont désormais commercialisés sous l'appellation Rockrider, les VTC sous l'appellation Riverside, les Gravel sous l’appellation Triban et Elops pour les vélos de ville. La nouvelle gamme de vélos haut de gamme et professionnels est elle vendue sous la marque Van Rysel.

## Quelques chiffres
« Chiffres-clés de la marque » et compléments :
- 1re marque de vélos vendus en France (1,4 million sur un marché de 3,5 millions en 2006[4]) ;
- 2e marque de vélos dans le monde[5][réf. nécessaire]

## Logos

Logo avant 2012.
Logo depuis 2012.

## Production
Decathlon commence à vendre des vélos sous marque blanche en 1976, année de la création de l'enseigne. Au départ détaillant des cycles Peugeot en marque propre, l’approvisionnement cesse faute d'accord sur les marges commerciales à effectuer sur les vélos. Un fabricant régional, les cycles Leleu, fondé en 1929, se met rapidement à produire des vélos de marque Decathlon, marqués par un autocollant pour recouvrir le nom de Leleu. L'enseigne se met par la suite à acheter des vélos à d'autres fabricants de la région, comme Bertin ou Dangre ; en 1991, Leleu ne fournit plus qu'un seul modèle à l'enseigne, puis l'approvisionnement cesse définitivement en 1993 à la suite de désaccords concernant les ingérences de Decathlon au sein de l'entreprise et l'emploi des marques commerciales du fabricant.
Au jour de janvier 2004, un article quotidien économique Les Échos indique que le sous-traitant Oyama, près de Shanghai, produit à cette période 1,2 million de vélos par an, pour un prix moyen de 50 euros. Six cents ouvriers travaillent environ 60 heures par semaine pour 600 à 1 000 renminbis (soit 70 à 116 €) par mois et étaient logés sur place dans des dortoirs de 8.
En 2007, un autre magazine économique, Challenges, annonce que, « alors que 80 % des cadres et des pièces détachées [...] sont fabriqués en Chine, notamment à Shenzhen, et que l'assemblage se fait principalement en Europe de l'Est, l'entreprise nordiste a décidé de commencer à tout rapatrier en France ».
En 2010, une usine a été ouverte en France (à Lille) qui produira à terme 300 000 vélos pour la région lilloise.

## Partenariats public-privé
En décembre 2009, Oxylane fait un partenariat avec Keolis pour intégrer des b'Twin dans les futurs vélos en libre-service à la communauté urbaine de Lille Métropole (les V'Lille).